# Monomorium delagoense
Monomorium delagoense är en myrart som beskrevs av Auguste-Henri Forel 1894. Monomorium delagoense ingår i släktet Monomorium och familjen myror. Inga underarter finns listade i Catalogue of Life.